# Sarcophaga paramulaba
Sarcophaga paramulaba är en tvåvingeart som beskrevs av Zumpt 1972. Sarcophaga paramulaba ingår i släktet Sarcophaga och familjen köttflugor.
Artens utbredningsområde är Madagaskar. Inga underarter finns listade i Catalogue of Life.